# Dyscoletes lancifer
Dyscoletes lancifer är en stekelart som först beskrevs av Alexander Henry Haliday 1836.  Dyscoletes lancifer ingår i släktet Dyscoletes och familjen bracksteklar. Enligt den finländska rödlistan är arten otillräckligt studerad i Finland. Arten är reproducerande i Sverige. Artens livsmiljö är fjällängar. Inga underarter finns listade i Catalogue of Life.